# پورتوگروارو
پورتوگروارو (انگلیسی: Portogruaro) یک کومونه در ایتالیا است که در استان ونیز واقع شده است